# André Cikoto
André Cikoto (en polonais : Andrzej Cikoto ; en biélorusse : Андрэй Цікота ; en russe : Андрей Цикото Andreï Tsikoto), né le 5 décembre 1891 près d'Ochmiany dans le gouvernement de Wilno (dans l'Empire russe ; aujourd'hui en Biélorussie) et mort le 13 février 1952 au camp de Taïchet en Sibérie (URSS), est un prêtre catholique polono-biélorusse, dont le procès de béatification a été ouvert en 2003.

## Biographie

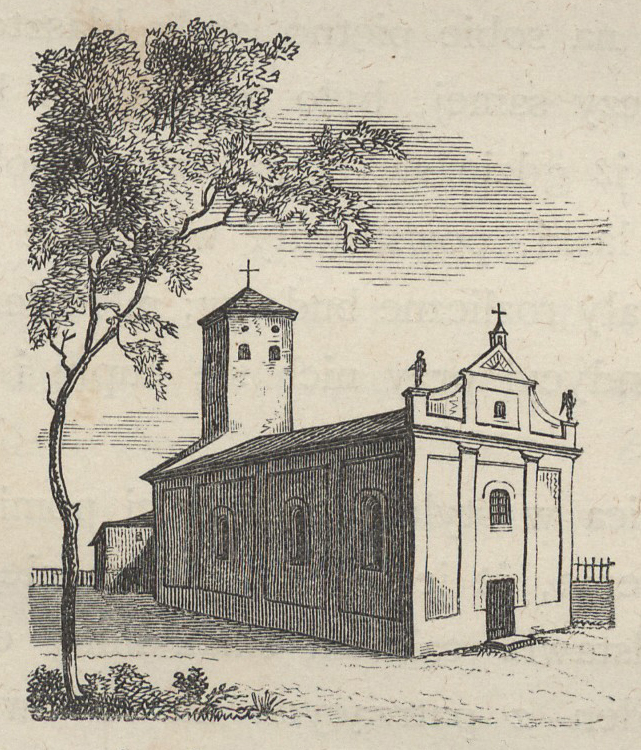
Église de Jodzichki, où a été baptisé André Cikoto

André Cikoto naît près de Smorgon à Toupalchtchino (en polonais : Tupalszczyzna) dans un village de l'actuelle région de Grodno, à l'époque dans le gouvernement de Wilno (Vilna en russe). Il fait ses études au lycée (gymnasium) d'Ochmiany, puis au séminaire de Wilno de 1909 à 1914. Il est ordonné prêtre le 13 juin 1914 par Mgr Wincenty Kluczyński et poursuit ensuite des études de théologie à l'académie impériale de Petrograd dont il sort en 1917, quelques mois après la révolution de février. Il est envoyé comme curé servir à la paroisse de Molodetchno dans l'actuelle Biélorussie, où il ouvre une école primaire polonaise. En 1919, il est nommé professeur au séminaire de Minsk, où il enseigne la théologie fondamentale et la dogmatique, mais les bolchéviques envahissent Minsk et c'est le début de la guerre soviéto-polonaise.

### En Pologne

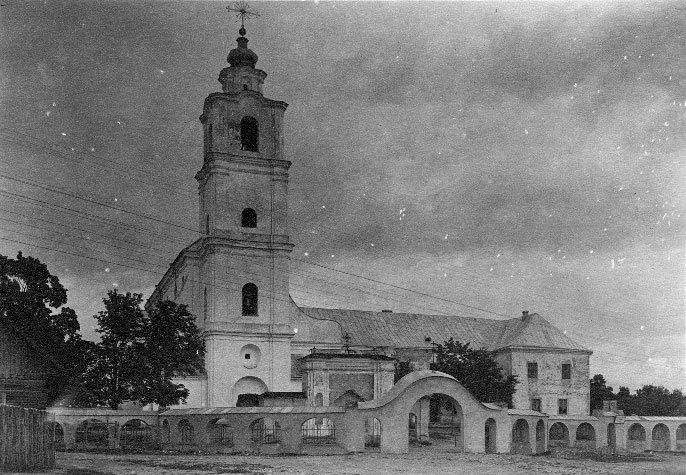
Le couvent de Drouïa avec l'ancienne église des bernardins (1929)

Le P. Cikoto fuit en Pologne orientale et entre en 1920 chez les Marianistes de l'Immaculée-Conception, congrégation revivifiée dix ans plus tôt par le bienheureux Georges Matulewicz qui a l'intention de recruter des prêtres d'origine biélorusse dans son diocèse pour fonder une branche de cette nationalité dans sa congrégation. Il est recruté en même temps que le P. Fabian Abrantovitch, ancien recteur du séminaire de Minsk. Il entre au noviciat marianiste de Mariampol (dans la voïvodie de Bialystok) en septembre et prononce ses vœux l'année suivante.
Il est envoyé ensuite aux États-Unis pour s'occuper des émigrants polonais, biélorusses et lituaniens et recruter des fonds pour la nouvelle fondation marianiste à Drouïa, où il arrive pour la rentrée scolaire 1923. Il aide à l'installation des Sœurs eucharistines (qui collaborent avec les marianistes) ainsi qu'à l'organisation du noviciat des marianistes. Il prononce ses vœux perpétuels en septembre 1924 dans la chapelle privée de Mgr Matulewicz à Wilno. Il est nommé supérieur des marianistes de Drouïa et de leur noviciat, le 18 mai 1925. Pendant les dix ans qu'il passe à Drouïa, il aide au développement socio-économique de cette région peuplée majoritairement de Biélorusses catholiques.

### En Chine
Le chapitre général de Rome l'élit, en 1933, comme supérieur de la congrégation qui connaît une croissance rapide. Il visite la maison de Kharbin, en Mandchourie, du 21 février au 13 mars 1937, où vivent de nombreux émigrés de l'ancien Empire russe dans un pays en proie aux luttes intestines, et où le P. Abrantovitch s'occupe également des gréco-catholiques. À son retour à Rome pour le nouveau chapitre de 1939, le P. Cikoto, qui n'est plus supérieur général, retrouve le P. Abrantovitch, et, avec l'assentiment de Pie XII, forme une branche de rite byzantin au sein de la congrégation des Marianistes, car le P. Abrantovitch, après une visite à Lwow, a disparu entre-temps entre les mains du NKVD. Il est nommé archimandrite et administrateur apostolique en Mandchourie des gréco-catholiques, c'est-à-dire des uniates qui suivent la même liturgie que les orthodoxes, mais sont rattachés à Rome. Il retourne donc à Kharbin remplacer le P. Abrantovitch. Le clergé catholique est constitué de missionnaires au nombre de quatre prêtres et deux frères marianistes et de deux prêtres diocésains, dont un Russo-Polonais (le bienheureux Antoine Leszczewicz, futur marianiste ; mais il part fin 1937) et un français, le P. Paul Chaleil arrivé en 1939. Il existe trois établissements d'enseignement catholiques, celui des Marianistes (le lycée Saint-Nicolas), celui des Ursulines et celui des Franciscaines. C'est ainsi que le P. Cikoto passe des années à enseigner et à mener sa mission pastorale, respecté des autres confessions, surtout des orthodoxes en majorité chez les européens. L'avancée des troupes chinoises communistes met un terme à ce fragile équilibre.
Le 22 décembre 1948, les marianistes sont arrêtés par la milice populaire communiste : cinq prêtres, plus deux enseignants laïcs. Ils sont transférés par train à la frontière sibérienne et livrés au MGB qui les jette en prison à Tchita, le 27 décembre suivant.

### En Sibérie
Le P. Cikoto, qui est en cellule de confinement, est interrogé dans des conditions humiliantes de janvier à mai 1949 et accusé d'avoir mené des actions anti-soviétique au lycée Saint-Nicolas de Kharbin. Il est condamné à vingt-cinq ans de travaux forcés et transféré en novembre 1949 au camp d'Angarlag à Irkoutsk puis au camp de Taïchet sur la ligne ferroviaire Magistrale Baïkal-Amour. Le 19 juillet 1950, il est emmené à Chuksha puis emprisonné dans le camp de Novochunka en avril 1951, dans l'oblast d'Irkoutsk. À partir de juin 1951, il est de nouveau envoyé à Taïchet. 
Le P. Cikoto ne se remet pas physiquement de son temps d'emprisonnement à Tchita, et passe la plupart de son temps à l'infirmerie du camp ou bien est assigné à des tâches mineures. D'après les souvenirs d'autres prisonniers, il aurait été privé de soins médicaux. Par contre, il ne souffre pas de faim, car il a le droit de recevoir de temps à autre des colis de la part des Sœurs eucharistines qui glissent aussi du pain azyme dont il peut faire des hosties en cachette. Il confesse et exerce son ministère auprès des malades. Il meurt le 13 février 1952 à l'infirmerie du camp 0/38. Le prêtre français Paul Chaleil, détenu en même temps que lui, l'évoque dans ses Mémoires.
André Cikoto a été mis sur la liste des martyrs de la période stalinienne et son procès de béatification a été ouvert le 31 mai 2003 par Mgr Tadeusz Kondrusiewicz (de), archevêque de l'archidiocèse de Moscou. Il est donc considéré comme serviteur de Dieu par l'Église catholique.